# York megye (Dél-Karolina)
York megye az Amerikai Egyesült Államokban, azon belül Dél-Karolina államban található. Megyeszékhelye York, legnagyobb városa Rock Hill. Lakosainak száma 282 090 fő (2020. április 1.). York megye Gaston, Mecklenburg, Lancaster, Chester, Union, Cherokee és Cleveland megyékkel határos.

## Népesség
A megye népességének változása:
| Lakosok száma | 226 905 | 230 176 | 234 608 | 239 363 | 251 195 | 282 090 |
|               | 2010    | 2011    | 2012    | 2013    | 2015    | 2020    |